# Іменем італійського народу
«Іменем італійського народу» (італ. In nome del popolo italiano) — фільм 1971 року, режисера Діно Різі. Актори Вітторіо Ґассман і Уго Тоньяцці в головних ролях. У фільмі розповідається про кризу італійської судової влади та зростаючу корупцію.

## Сюжет
Скромний суддя Боніфаці (Уго Тоньяцці) досліджує причини смерті молодої дівчини Сільвани Лаццоріні (Елі Ґалеані). Підозра про те, що дівчина була вбита, падає на корумпованого могутнього будівельного промисловця Лоренцо Сантеночіто (Вітторіо Ґассман), мораль якого не зупиняється ні перед чим. Непідкупний суддя Боніфаці дуже ненавидить високопоставлених шахраїв і аферистів. Та чи буде він об'єктивним у своїх діях до кінця?

## Ролі виконують

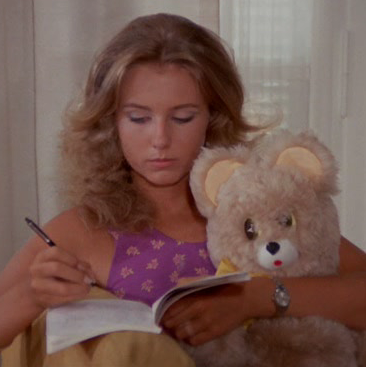
Елі Ґалеані[it]
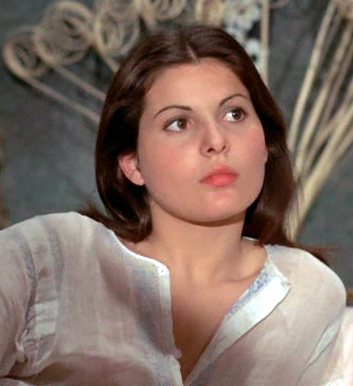
Сімонетта Стефанеллі
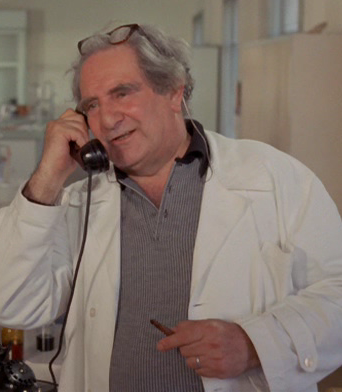
П'єтро Торді[it]
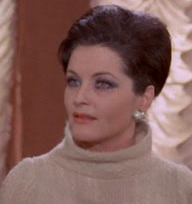
Івон Фюрно[fr]

- Уго Тоньяцці — суддя Маріано Боніфаці
- Вітторіо Ґассман — Лоренцо Сантеночіто
- Елі Ґалеані[it] — Сільвана Лаццоріні
- П'єтро Торді[it] — професор Ріваролі
- Сімонетта Стефанеллі — Джуджі Сантеночіто
- Івон Фюрно[fr] — Лавінія Сантеночіто

## Навколо фільму
- Наприкінці фільму італійці радіють тому, що національна збірна перемогла команду Англії у фінальному матчі чемпіонату світу з футболу. Насправді цього не було, але видумана подія дала змогу отримати пишне та змістовне завершення кінострічки.